# Brisbane Broncos
I Brisbane Broncos sono una squadra professionistica australiana di rugby a 13 con sede nella città di Brisbane, la capitale dello stato del Queensland. Fondata nell'aprile del 1988, la squadra gioca nel principale campionato australiano: la premiership National Rugby League (NRL). Ha vinto sei premiership, inclusi due titoli della NSWRL, una premiership Super League e tre premiership NRL; inoltre, detiene due titoli del World Club Challenge. I Broncos hanno conquistato quattro Minor Premiership in 29 anni di competizioni diventando la squadra di rugby a 13 con più vittorie degli ultimi tre decenni. Fino al 2015, il Brisbane non è mai stato sconfitto in una Grand Final e, tra il 1991 e il 2009, non è mai stato eliminato dal campionato. 
Sin dal 1998, i Broncos sono fra le squadre più vittoriose della National Rugby League avendo ottenuto tre Premiership. Sono inoltre uno dei club di maggiore successo nella storia del rugby a 13, vantando il 63% di vittorie delle loro partite disputate sin dalla loro fondazione nel 1988, dietro solamente ai Melbourne Storm, con il 64%.
La squadra, con 32.8 milioni di dollari guadagnati nel 2012, è la più redditizia della NRL ed è una delle squadre sportive dal valore più alto in Australia: 42 milioni di dollari. Inoltre, i Broncos sono stati votati come una delle squadre più popolari e seguite in Australia,⁣ e vantano una delle medie spettatori più alte di ogni squadra di rugby a 13 al mondo (33,337 nella stagione 2012 della NRL).
Il club è stato fondato nell'aprile del 1988 come parte dell'espansione nazionale della Winfield Cup, diventando, insieme ai Gold Coast-Tweed Giants, una delle prime due partecipanti del Queensland nella premiership New South Wales Rugby League. I Broncos divennero la forza dominante nel campionato prima di giocare un ruolo importante nella guerra della Super League a metà degli anni '90, per poi continuare a competere con successo nella neonata National Rugby League. I Broncos sono situati a Red Hill, un quartiere di Brisbane dove si trovano il campo di allenamento e la sede sociale, ma giocano le loro partite di casa al Lang Park, nel sobborgo di Milton. Sono l'unica squadra quotata pubblicamente in borsa nell'Australian Securities Exchange, come Brisbane Broncos Limited.
L'attuale allenatore dei Broncos è l'ex giocatore della NRL Michael Maguire. 

## Storia

### Le origini (1980-1995)
Il successo del Queensland risale agli anni '80, i primi anni dello State of Origin tra il Queensland e il Nuovo Galles del Sud, in aggiunta alla squadra combinata della Brisbane Rugby League nella Amco Cup, nella New South Wales Rugby League (NSWRL) si decise di invitare una squadra dello stato del Queensland nel campionato. Dopo una forte competizione tra le varie squadre per la licenza di Brisbane, la Queensland Rugby League scelse la candidatura degli ex giocatori della Brisbane Rugby League (BRL), Barry Maranta e Paul "Porky" Morgan.

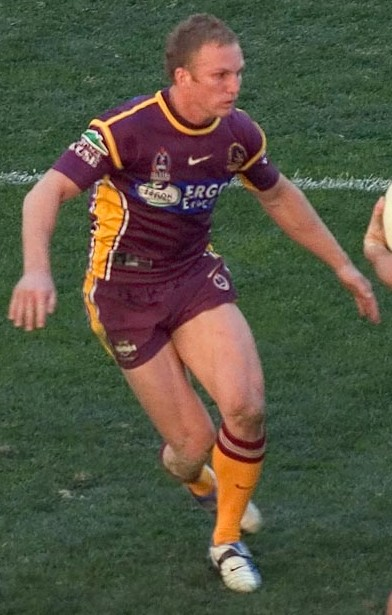
Darren Lockyer quando giocava per i Broncos nel 2004. Lockyer debuttò per i Broncos nel 1995 e fu un ex-capitano della squadra

I Broncos si assicurarono i servizi del capitano della Nazionale di rugby a 13 dell'Australia Wally Lewis e dell'ex allenatore della BRL Wayne Bennett. La squadra debuttò nel 1988, nella Winfield Cup contro i campioni in carica, i Manly-Warringah Sea Eagles, sconfiggendoli per 44–10. Tuttavia, dopo questo inizio promettente, la nuova compagnine fallì la qualificazione. Nella loro seconda stagione, i Broncos vinsero la Panasonic Cup del 1989. Il club ebbe il suo primo successo in premiership nel 1992, e di nuovo nel 1993, sconfiggendo i St. George Dragons in entrambe le stagioni.

### La Super League e la National Rugby League (1995–2000)
Nel 1995, dopo aver ricevuto minacce di espulsione dalla NSWRL, i Broncos furono una delle ultime squadre a firmare con la nuova competizione e tutti i giocatori fecero lo stesso. L'amministratore delegato dei Broncos John Ribot uscì dalla squadra per prendere il controllo dell'amministrazione della competizione ribelle Super League, portando ad una convinzione che il conflitto sarebbe stato orchestrato dal suo club. Il Brisbane vinse l'unica premiership della Super League nel 1997, prima di vincere il primo trofeo della riunificata National Rugby League nel 1998.
Il 1999 fu deludente per il club, vista la pessima forma in pre-stagione che impedì di conquistare il terzo titolo consecutivo perdendo 8 dei loro primi 10 match. La leggenda del club Allan Langer si ritirò a metà stagione, probabilmente come conseguenza delle prove della squadra. Nonostante il cambio di rotta del club a metà stagione, che con una serie di 11 vittorie portò alla qualificazione per le finali, la squadra venne eliminata dai Cronulla Sharks nella prima settimana. I Broncos reagirono nel 2000 con la loro quinta premiership, battendo i Sydney Roosters. La partita segnò il ritiro dei veterani Kevin Walters and Michael Hancock.

### La "Post-Origin Slump" (2001-2006)

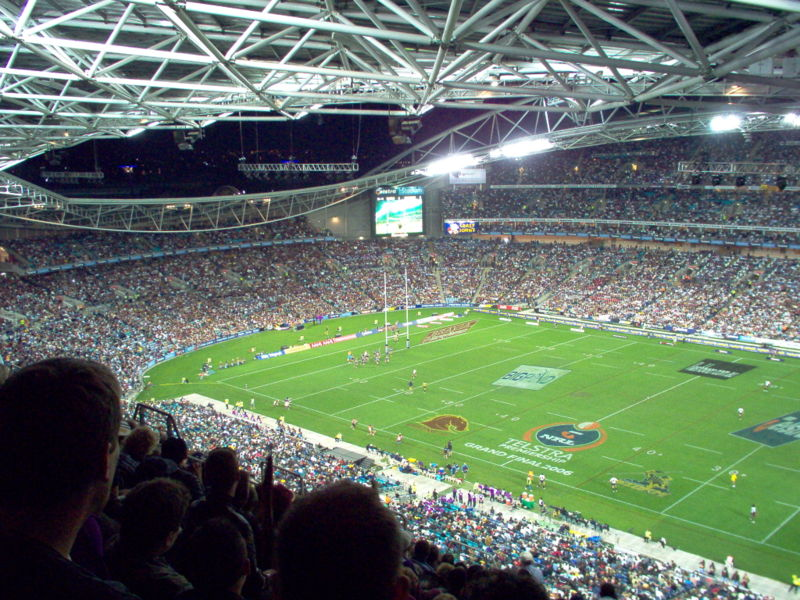
La Grand Final del 2006 allo Stadium Australia.

Il giocatore della rappresentativa del Queensland, Allan Langer, tornò in squadra nel 2002 per una sola stagione per poi ritirarsi definitivamente. Il 2001 fu anche l'inizio del "crollo post-State of Origin" del Brisbane, una serie di sconfitte che vede il Brisbane scivolare in basso e deludere in finale. In questo periodo, molti giocatori del Brisbane rappresentarono infatti il Queensland nello State of Origin, un torneo annuale costituito da una serie al meglio di tre partite tra le rappresentative di rugby a 13 degli stati australiani del Queensland e del Nuovo Galles del Sud. Questo carico di lavoro extra causò una perdita di forma per la squadra immediatamente dopo la serie, provata nel 2003 quando i Broncos, in testa alla classifica, persero 10 delle loro ultime 11 partite. Nonostante la performance migliore nelle stagioni 2004 e 2005, la squadra ancora lottò nelle ultime fasi della stagione, perdendo le loro partite nelle finali.
Nel 2006, dopo una forte prestazione a inizio e metà stagione, i Broncos entrarono di nuovo nella caduta post-State of Origin, perdendo 5 partite consecutive. Tuttavia, riuscirono a ribaltare questa fuga di forma, vincendo 6 dei loro 7 match, includendo la Grand Final contro i Melbourne Storm e mantenendo il loro perfetto record in Grand Final intatto.

### L'addio di Wayne Bennet e il digiuno di vittorie (2007-presente)
Dopo una deludente stagione 2007 in cui semplicemente entrarono nelle finali, il coach Wayne Bennett annunciò che avrebbe lasciato la squadra alla fine del 2008 dopo 20 anni come allenatore. Ivan Henjak, un ex-rugbista a 13 che fu l'assistente allenatore per i Broncos sin dall'inizio del 2006, fu nominato il loro secondo coach, iniziando come allenatore nella stagione 2009. La loro stagione 2009 incluse la loro peggior caduta post-State of Origin, inclusi tre matches di fila, in cui la squadra avversaria segnò più di 40 points, concludendo con una sconfitta per 56–0 contro il Canberra nel 1º agosto 2009. Essi si radunarono e nel loro match contro il Penrith due giornate dopo, vincendo per 58–24. Questo fece sì con che i Broncos entrassero nelle finali (dopo il match contro il Penrith, il Brisbane vinse il resto dei loro match in quella stagione) per il loro diciottesimo anno, ma cedettero contro il Melbourne nella terza finale preliminare per 40–10.

La loro stagione 2010 iniziò moderatamente: una vittoria per 30–24 contro il North Queensland, una sconfitta per 14–22 contro Canberra e una sconfitta per 48–16 da parte dei Warriors nel 28 marzo del 2010. Il 29 marzo 2010, l'ex-giocatore dei Broncos e agente di reclutamento Allan Langer fu colto in guida in stato di ebbrezza al nord di Brisbane.

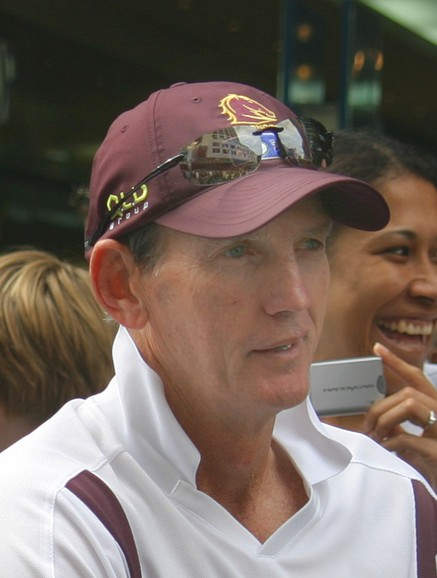
Wayne Bennett, ex allenatore dei Brisbane Broncos

A parte una vittoria post-stagione per 10–6 contro gli allora campioni in carica, il St George Illawarra, la stagione 2010 fu da dimenticare, con infortuni e cattiva forma che vedevano i Broncos eliminati dalle finali per la prima volta dal 1991. I Broncos, mancando alle finali, significò che ogni club mancò alle finali almeno una volta sin dal 2002.
Nel febbraio 2011 fu annunciato il licenziamento di Ivan Henjak, dopo tre settimane prima dell'inizio della stagione. Anthony Griffin fu nominato coach per la stagione 2011, diventando appena il terzo allenatore nella storia dei Brisbane Broncos. Egli portò la squadra ad un terzo posto a fine stagione, perdendo con la squadra campione in carica, il Manly, nelle finali preliminari.
Il 2012 marcò la venticinquesima stagione dei Broncos nella NRL. Il club finì ottavo in classifica e fu eliminato dalle finali nella prima settimana, sconfitto per 33–16 dai North Queensland Cowboys a Townsville. Il 2013 vide i Broncos finire dodicesimi nella classifica NRL, marcando la fine stagione più bassa nella storia del club e vedendo la squadra fuori dalle finali per la seconda volta sin dal 1991.
In quello che alcuni commentatori considerano essere una delle migliori Grand Final nella storia recente, la NRL Grand Final del 2015 contro il North Queensland Cowboys arrivò all'intervallo Golden Point per la prima volta. Dopo una meta dei Cowboys, Jonathan Thurston mancò un calcio di trasformazione vincente dopo gli 80 minuti, per poi risultare in un passaggio in avanti dalla terza linea dei Broncos, Ben Hunt. Dopo la caduta del pallone, il pallone venne ridato ai Cowboys e Johnathan Thurston calciò un calcio piazzato 2 minuti in un periodo del Golden Point per vincere il match per i North Queensland Cowboys concludendo con il risultato di 17-16.
Attualmente i Broncos stanno vivendo il loro più lungo digiuno di titoli della premiership, mancando il trionfo addirittura dal 2006..
Nella stagione 2017 della NRL, il segnatore massimo di mete dei Brisbane Broncos nel 2017 è l'ex-terza linea centro dei Gold Coast titans, James Roberts con 15 mete, 2888 metri corsi, 4 assist di mete and 289 placcaggi.
Nel dicembre del 2017, i Brisbane Broncos espressero l'interesse per ottenere una licenza per partecipare alla stagione inaugurale di NRL Women's, il campionato femminile. Al 2023, la formazione femminile dei Brisbane Broncos risulta la squadra più vincente della lega con ben 3 titoli.

## Emblema e colori
Inizialmente fu pensato che i Brisbane Broncos adottassero un logo incorporando un canguro e una "Q" stilizzata simile a quella nel logo della Queensland Rugby League per molti anni. Tuttavia, con la Nazionale di rugby a 13 dell'Australia, nota come i Kangaroos, questo fu ritenuto non appropriato e in conflitto. Il fiore di stato, l'orchidea di Cooktown e la Poinsettia che furono usate a lungo dalle squadre rappresentative di Brisbane nella Bulimba Cup e nelle competizioni a metà stagione a eliminazione diretta vennero scartate, insieme ad altri animali australiani, come il brumby, il possum, il galah e il kookaburra, quest'ultimo usato sui battelli Kookaburra Queen di Brisbane.
Volendo continuare con l'uso dell'allitterazione per le squadre sportive locali come i Brisbane Bullets e i Brisbane Bears (divenuti i Brisbane Lions), i direttori del club eventualmente decisero sul soprannome Broncos (Mustang). The Australian ebbe descritto il nome come "Mistificatamente Americano".
Il logo originale del club fu rivelato nella stagione iniziale dei Broncos nel 1988 e fu usato fino al 1999. Il logo era dominato dal dorato nello schema di colori, in linea con il colore predominante nelle maglie della squadra. Nel 2000, il club adottò un nuovo logo con un design predominantemente granata, il colore tradizionale associato con il rugby a 13 del Queensland e lo sport nel Queensland in generale. Questo design è usato ancora a oggi.
I colori tradizionali dei Brisbane Broncos sono il granata, il bianco e l'oro, che sono legati da lungo alla storia del rugby a 13 nel Queensland. Inizialmente, i fondatori del club favorirono il blu e il giallo, colori ufficiali del consiglio cittadino di Brisbane. Tuttavia, un pubblicitario di Sydney, John Singleton consigliò ai fondatori che "Per più i tre quarti di un secolo, la gente del Queensland fischia i giocatori che indossano il blu." Come risultato, i colori tradizionali del Queensland, granata e bianco, insieme al dorato simbolizzando l'alba del Queensland vennero adottati come i colori del club.
Nella prima stagione, nel 1988, la maglia del club aveva la sezione superiore dorata, con strisce orizzontali alternate tra bianco e granata e la sezione inferiore di colore granata. Anche se il design conteneva una maggior quantità di dorato, non piacque a tutti perché la maglia doveva essere distinguibile dalla maglia granata e bianco dei Manly-Warringah Sea Eagles e dalla maglia granata della Squadra di rugby a 13 del Queensland. Seguendo un numero di cambi nel design negli anni 90, inclusa una maglia predominantemente bianca nel 1997-1998, il blu venne aggiunto nel 2001 come colore minore per mostrare il legame già citato con i colori di Brisbane. Tuttavia, questo colore fu poi scartato in favore di una maglia amaranto con rifiniture dorate.
Al torneo Rugby League World Sevens nel 1995, il club introdusse una nuova combinazione di colori della maglia, malva, azzurro e bianco. Il direttore del marketing dei Brisbane Broncos Shane Edwards affermò che "diventerà la nostra divisa nel Sevens... Ma non cambieremo mai i colori dei Broncos." Nel 2001, in seguito al lancio della maglia di trasferta bianca con rifiniture blu scuro e granata, la National Rugby League ordinò al club di produrre una terza maglia perché la maglia di trasferta causava conflitto con le maglie in casa dei Penrith Panthers, dei Melbourne Storm e dei New Zealand Warriors. Una divisa azzurra con lo stesso design delle maglie usate tra il 1999 e il 2001, fu indossata, che fu oggetto di derisione dai media locali. In seguito a due anni, a furor di popolo, la maglia venne scartata a favore della maglia indossata contro il Newcastle nel 2003.

International Sports Clothing divenne il fornitore di maglie del Brisbane nell'ottobre del 2016, sostituendo Nike.

Divisa di casa usata dai Brisbane Broncos
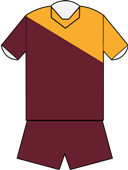
2013-2014

## Stadio

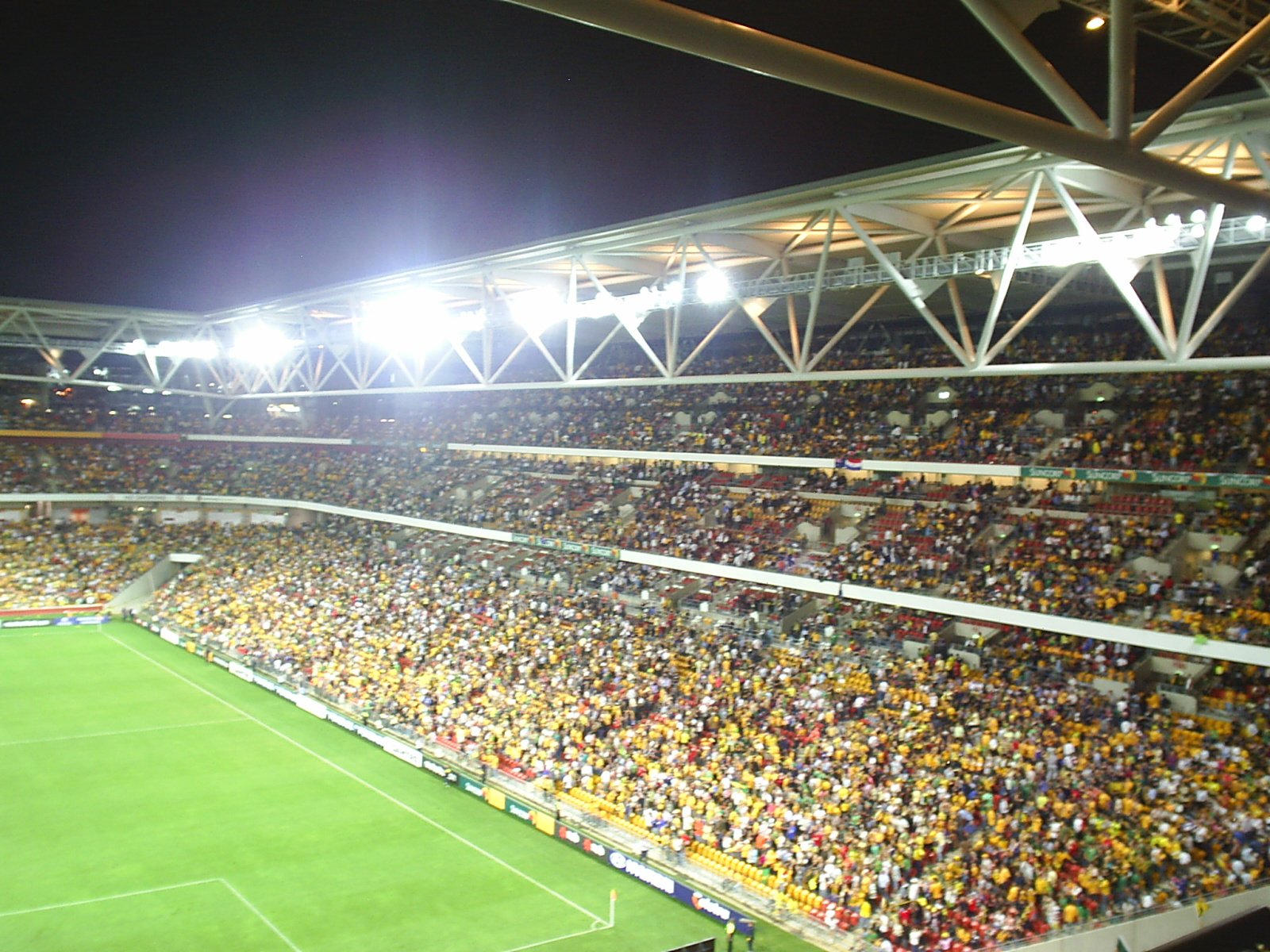
Vista dello stadio dei Brisbane Broncos, il Suncorp Stadium.

Nelle loro prime cinque stagioni, i Broncos giocarono al Lang Park (capienza 52 500 spettatori), noto anche come "Suncorp Stadium" per una questione di diritti nominativi. Lo stadio Lang Park è stato considerato la casa del rugby a 13 nel Queensland. 
Nel 1993, i Broncos traslocarono all'ANZ Stadium (capienza 60 000 spettatori), che fu lo stadio principale ai 1982 Commonwealth Games. Il cambio di stadio fu dovuto ad un contrasto fra la Queensland Rugby League e la proprietà Lang Park Trust dovuto ad un conflitto di sponsor. La QRL aveva un accordo commerciale con la birreria Castlemaine XXXX per i cartelloni pubblicitari attorno al campo, mentre i Broncos erano sponsorizzati da una birreria concorrente: la Powers, alla quale fu proibito avere cartelloni permanenti (i Broncos inizialmente elusero questo divieto non utilizzando gli spogliatoi nell'intervallo delle partite, in modo da sedersi a terra circondati da un telo protettivo temporaneo che metteva in evidenza il logo della Powers).
La media spettatori in casa della squadra era di 19 637 al Lang Park e crebbe a 43 200 nel nuovo stadio nella prima stagione in seguito al primo titolo di premiership nella stagione precedente. Tuttavia, nonostante il secondo titolo del club nel 1993, gli spettatori gradualmente calarono e fino al 2002 il club non registrò più della media spettatori di 23 712 del 1996. L'ANZ Stadium, noto all'epoca come Queensland Sport and Athletics Centre, per via di diritti nominativi,  apparve anche in una puntata di The Mole nell'aprile del 2002.

## Sponsor
- NRMA Insurance
- ISC
- Ladbrokes
- Firstmac
- Coca-Cola
- Powerade
- Deadly Choices
- Arrow energy
- Nova 106.9
- Nine News
- Puma
- McDonald's
- Hog's Breath Cafe
- The Courier Mail
- Slater and Gordon Lawyers
- The University of Queensland
- Llewellyn
- XXXX Gold

## Giocatori

### Squadra NRL 2018
- Jack Bird - centro, mediano d'apertura
- Darius Boyd (C) - estremo, ala, centro
- Patrick Mago - seconda linea, terza linea
- George Fai - pilone, seconda linea, terza linea
- Mosese Pangai - centro, ala
- Payne Haas - pilone, seconda linea, terza linea
- Alex Glenn - seconda linea, centro
- Jordan Kahu - ala, centro, estremo
- Matthew Lodge - pilone
- Andrew McCullough - tallonatore
- Josh McGuire - seconda linea, pilone
- Todd Murphy - mediano di mischia, mediano d'apertura
- Kodi Nikorima - mediano di mischia, tallonatore, estremo, mediano d'apertura
- Corey Oates - ala, seconda linea
- Joe Ofahengaue - pilone, terza linea
- Tom Opacic - centro
- Tevita Pangai Jnr - pilone, seconda linea
- Jonus Pearson - ala
- James Roberts - centro, ala
- Marion Seve - centro, ala
- Gehamat Shibasaki - centro, estremo
- Korbin Sims - pilone, terza linea, seconda linea
- Jaydn Su'A - seconda linea
- Sam Thaiday - seconda linea, pilone, terza linea

### Staff allenatori
- Wayne Bennett - allenatore

### Assistenti allenatori
- Jason Demetriou (assistente allenatore)
- Jeremy Hickmans (manager high performance)
- Alex Corvo

### Famosi giocatori
A causa dei successi in premiership del club e al fatto di essere stata la squadra dominante del Queensland nelle competizioni per la maggior parte della sua partecipazione, la lista dei giocatori dei Brisbane Broncos è molto estesa. Sono presenti anche stati vari giocatori dei Queensland Maroons (la squadra del Queensland nello State Of Origin) nella squadra. Nel 2008, una squadra di leggende composta da 20 giocatori è stata annunciata per celebrare il ventesimo anniversario del club.

### Squadra iniziale
- 1 Darren Lockyer - estremo
- 2 Michael Hancock - ala
- 3 Steve Renouf - centro
- 4 Michael De Vere - centro
- 5 Wendell Sailor - ala
- 6 Wally Lewis - mediano d'apertura
- 7 Allan Langer - mediano di mischia
- 8 Shane Webcke - pilone
- 9 Kerrod Walters - tallonatore
- 10 Petero Civoniceva - pilone
- 11 Gorden Tallis - seconda linea
- 12 Brad Thorn - seconda linea
- 13 Tonie Carroll - terza linea

### Riserve
- Shaun Berrigan - tallonatore
- Andrew Gee -pilone
- Gene Miles - seconda linea
- Glenn Lazarus - pilone
- Chris Johns - centro
- Terry Matterson - terza linea
- Kevin Walters - mediano d'apertura

## Ingaggi/Trasferimenti 2018

### Ingaggi
Jack Bird - 2021 dagli Sharks
Patrick Mogo - 2019 dai Cowboys
Andre Savelio - 2019 dai Warrington Wolves
Sam Tagatese - 2018 dagli Sharks

### Trasferimenti
Jai Arrow (Titans)
Adam Blair (Warriors)

## Altre voci
- Sport nel Queensland
- Rugby a 13 nel Queensland
- Brisbane Lions